# Windows推播通知服務
Windows推送通知服務（英語：Windows Push Notification Service），通常稱之為「Windows通知服務」（英語：Windows Notification Service，簡稱「WNS」）是一款由微软針對所有執行Microsoft Windows平台的裝置而開發的通知服務。該服務允許開發者發送推送數據（push data，包括快顯通知及磚通知）至採用該服務的Windows及通用Windows平台應用程式。該服務取代原有的微軟通知推送服務，最初於Windows 8上支援，及後因Windows Phone 8.1推出而擴展至該平台。

## 技術詳情

### 設計與兼容性
Windows推送通知服務（WNS）在設計上用以取代微軟推送通知服務（MPNS），而後者只原生支援Windows Phone 8操作系統。開發者仍能透過安裝在較新版本的Windows Mobile（即Windows Phone 8或Windows Phone 8.1）上的應用程式使用MPNS，但前提是有關Windows應用程式已獲註冊使用MPNS，並已轉換為Microsoft Silverlight應用程式，且就面向新平台而作出修改。
2015年，微軟宣佈將該服務擴展，以善用通用Windows平台架構，意味著開發者能透過通用API調用（universal API call）及POST請求（POST request），將推送數據傳送至Windows 10、Windows 10 行動裝置版、Xbox及其他已支援的平台。
在2015年Build大會演講上，微软宣佈通用Windows平台之橋接（bridge），容許Android及iOS軟體引入至Windows 10 行動裝置版，並於Windows Store上發佈。2015年8月，有指微軟Android橋接工具組（Microsoft Android bridge toolset）的一個版本（連同其使用說明）被泄露，並可於網路上獲得。有關工具組要求開發者註冊及使用WNS以傳送通知至已引入之應用程式，且無法使用Google云消息传递。後來微軟因有意繼續支援iOS應用程式的引入工作，而終止Android橋接計畫。
在2016年Build大會演講上，微軟宣佈就該服務及Windows 10操作系統作出一項更新，容許將Android及iOS裝置所接收的推送通知轉發至Windows 10，並可於後者查看及刪除相關通知。

### 開發架構
Windows推送通知服務的架構與其前代相似，當中包含伺服器及一種用以為所有註冊使用該服務的裝置進行生成、維護、儲存與驗證獨有識別碼（稱之為「通道URI識別碼」）的介面。當裝置註冊透過WNS接收數據與通知資訊時，裝置會傳送裝置註冊請求（device registration request）至WNS網路。WNS網路會告知收悉相關請求，並以裝置獨有的通道URI識別碼作回覆。一般而言，裝置會傳送其識別碼至開發者的伺服器，以作儲存識別碼及傳送通知之用。當應用程式開發者打算將通知或其他WNS數據傳送至裝置時，裝置會傳送POST請求至WNS網路，WNS網路便會告知收悉及驗證有關請求。若驗證成功，則會將欲傳送之數據加入佇列，然後利用通道URI識別碼，將數據從WNS網路傳送至裝置上。

## 外部連結
- 官方网站